# كيرن جويس
كيرن جويس (بالإنجليزية: Kieran Joyce)‏ هو لاعب قذف أيرلندي، ولد في 4 أبريل 1987 في بورتلاويس في جمهورية أيرلندا.